# Glycyrrhiza echinata
Réglisse épineuse, Réglisse échinée
Espèce
Glycyrrhiza echinata, la Réglisse épineuse ou Réglisse échinée, est une espèce de plantes à fleurs de la famille des Fabaceae. Son aire de répartition naturelle s'étend de la Hongrie à l'Asie centrale et à l'Iran. C'est une plante vivace qui pousse principalement dans les biomes tempérés.

## Description
Glycyrrhiza echinata est une plante vivace arbustive pouvant atteindre jusqu’à 2 m de hauteur. Elle est plus grande que sa cousine méditerranéenne Glycyrrhiza glabra.

## Répartition
Glycyrrhiza echinata est originaire du Sud-Est de l'Europe, des régions adjacentes de l'Asie occidentale et de l'Asie orientale.

## Glycyrrhiza echinataet l'Homme
Glycyrrhiza echinata est utilisé comme arôme et à des fins médicinales, ainsi que pour produire de la réglisse russe et allemande.

## Liste des formes
Selon GBIF (16 août 2025) :
- Glycyrrhiza subechinata f. longipedunculata Boza, 1990
- Glycyrrhiza subechinata f. parvocapitata Boza, 1990
- Glycyrrhiza subechinata f. subechinata L., 1753

## Dénomination
Ce taxon porte en français les noms vernaculaires ou normalisés suivants : Réglisse épineuse, Réglisse échinée.
En anglais, ses noms communs sont Chinese licorice (« Réglisse chinoise »), Hedgehog licorice (« Réglisse hérisson »), Eastern European licorice (« Réglisse d'Europe de l'Est »), Hungarian licorice (« Réglisse hongroise »), Prickly licorice (« Réglisse épineuse ») et Roman licorice (« Réglisse romaine »).

## Systématique
Le nom correct complet (avec auteur) de ce taxon est Glycyrrhiza echinata L..
Glycyrrhiza echinata a pour synonymes :
- Glycyrrhiza dioschoridis Medik.
- Glycyrrhiza duvia Bernh.
- Glycyrrhiza duvia Bernh. ex Steud.
- Glycyrrhiza echinata f. cylindrica Boza
- Glycyrrhiza echinata f. subsedens Boza
- Glycyrrhiza echinata var. frearitis Boiss.
- Glycyrrhiza echinata var. pedunculata Grossh.
- Glycyrrhiza echinata var. subinermis R.Uechtr. & Sint.
- Glycyrrhiza echinata var. subinermis R.Uechtr. & Sint. ex Asch. & Graebn.
- Glycyrrhiza foetida J.Jacq.
- Glycyrrhiza foetidissima Tausch
- Glycyrrhiza frearitis (Boiss.) Orph.
- Glycyrrhiza frearitis (Boiss.) Orph. ex Beck
- Glycyrrhiza inermis Boros
- Glycyrrhiza macedonica Boiss. & Orph.
- Glycyrrhiza muricata Georgi
- Glycyrrhiza subechinata Boza
- Glycyrrhiza subinermis (R.Uechtr. & Sint. ex Asch. & Graebn.) Boros